# Камбала меньер
 Камбала меньер  (фр. Sole meunière или sole à la meunière) — классическое французское рыбное блюдо, состоящее из камбалы (морского языка), посыпанной мукой и обжаренной, которая поливается горячим растопленым маслом, лимонным соком и посыпается петрушкой. 
Хотя классическая версия готовится из камбалы, точнее, дуврской солеи, этот способ можно использовать и с другими похожими видами камбалообразных или других рыб. Например, Огюст Эскофье пишет, что способ «а ля меньер» подходит для разных видов рыбы, для небольшой рыбы или для крупной, нарезанной кусками.

## Этимология и происхождение
Слово «меньер» означает жена мельника. Соответственно, приготовить что-то «а ля меньер» означает готовить способом жены мельника, то есть предварительно обваляв в муке. Все, что готовится à la meunière, обычно также сбрызгивается лимонным соком и посыпается нарезанной петрушкой .

## Приготовление
Блюдо под названием sole meunière менялось с годами. В своей кулинарной книге 1846 года The Gastronomic Regenerator Алексис Сойер оставляет кожу на рыбе, натирает её солью и измельченным луком, прежде чем обжарить целиком, и после приготовления добавляет соус из растопленого масла с лимонным соком и кайенским перцем . Метод, наиболее широко используемый сегодня, похож на тот, который предложил Огюст Эскофье в 1907 году: темная кожа снимается с целой камбалы; затем рыба покрывается мукой, обжаривается в сливочном масле, посыпается лимонным соком и рубленой петрушкой и подаётся с очень горячим растопленым маслом, политым сверху .
Существуют незначительные различия в способе приготовления. Некоторые повара, такие как Крейг Клейборн, предлагают замачивать камбалу в молоке перед посыпанием мукой и приготовлением ; другие, такие как Марсель Булестен, настаивают на том, что рыбу необходимо полностью высушить тканью перед посыпанием мукой . Некоторые специалисты рекомендуют использовать филе камбалы, но большинство рекомендует готовить рыбу целиком (хотя некоторые предлагают удалить голову). Элизабет Дэвид использует топленое масло для жарки рыбы, а Эскофье советует «для мелкой рыбы можно использовать обычное масло, но для более крупной предпочтительнее использовать топленое масло». Специалисты расходятся во мнениях относительно того, следует ли использовать соленое или несоленое сливочное масло. Маркус Уэринг предпочитает жарить камбалу в растительном масле, а Поль Бокюз рекомендует смесь оливкового масла и сливочного масла. 
Более заметное отклонение от нормы описано Патрисией Уэллс в сборнике рецептов парижских шеф-поваров 2003 года. Шеф-повар известного рыбного ресторана Le Dôme оставляет темную кожу на рыбе (как это делает Сойер) и не посыпает ее мукой .